# なでしこリーグカップ2016
プレナスなでしこリーグカップ2016は2016年6月から9月にかけて行われた、日本女子サッカーリーグ（なでしこリーグ）のカップ戦である「なでしこリーグカップ」の2016年大会である。1部・2部と各部別に大会が行われ、1部では日テレ・ベレーザが2大会ぶり6度目の優勝、初開催の2部ではASハリマ アルビオンが優勝を果たした。

## 概要
なでしこリーグカップは過去2年間、1部リーグの拡充（10チーム2回総当たりのレギュラーシリーズと、その後上位6チームと下位4チームによる決勝ラウンド「エキサイティングシリーズ」の開催）に伴いいったん廃止していたが、2016年からリーグ戦の「エキサイティングシリーズ」を廃止し、レギュラーシリーズに一本化することになり、それに代わる形でカップ戦を復活させることになった。
2016年度のカップ戦は、「なでしこリーグ1部」と「なでしこリーグ2部」それぞれで開催する。なお大会はリーグ戦の中断期間（リオデジャネイロオリンピックに向けた日本女子代表の強化期間として想定されていた）を利用して施行される。6月3日に決勝トーナメントの詳細が発表され、決勝戦は1部・2部共に9月3日に味の素フィールド西が丘で行われる。

## 開催方式

### なでしこリーグカップ1部
- 開催期間 2016年6月4日～9月3日
  - 予選リーグ 6月4日～8月7日
  - 決勝トーナメント 8月27日、9月3日
- 試合方式 2015年なでしこリーグ1部の成績を参考として次の2組に分かれて、5チームずつの2回総当たり・全10節を行い、上位2チームずつの4チームが決勝トーナメントに進出する。
  - Aグループ 日テレ・ベレーザ、INAC神戸レオネッサ、ジェフユナイテッド市原・千葉レディース、伊賀フットボールクラブくノ一、コノミヤ・スペランツァ大阪高槻
  - Bグループ ベガルタ仙台レディース、アルビレックス新潟レディース、浦和レッドダイヤモンズ・レディース、岡山湯郷Belle、AC長野パルセイロ・レディース

### なでしこリーグカップ2部
- 開催期間 2016年6月12日～9月3日
  - 予選リーグ 6月12日～8月14日
  - 決勝トーナメント 8月27日、9月3日
- 試合方式 10チームを本拠地別に東西2組にわかれ、5チームずつの2回総当たり・全10節を行い、上位2チームずつの4チームが決勝トーナメントに進出する。
  - Aグループ（東日本）ちふれASエルフェン埼玉、ノジマステラ神奈川相模原、日体大 FIELDS 横浜、スフィーダ世田谷FC、ニッパツ横浜FCシーガルズ
  - Bグループ（西日本）アンジュヴィオレ広島、愛媛FCレディース、ASハリマ アルビオン、FC吉備国際大学Charme、セレッソ大阪堺レディース

### 試合形式
- 各部共通
- 1試合90分（45分ハーフ）で行う。
- 決勝トーナメントは準決勝・決勝共に1試合で勝敗を決する。
- 準決勝は90分で決着が着かない場合は延長戦を行わずPK戦を行う。決勝は延長戦20分（10分ハーフ）を行い、それでも決着が着かない場合はPK戦を行う。
- 選手交代は5人まで認められる。

## 結果

### なでしこリーグカップ1部

#### グループリーグ

##### Aグループ
| 順 | チーム                                 | 試 | 勝 | 分 | 敗 | 得 | 失 | 差  | 点 |
| -- | -------------------------------------- | -- | -- | -- | -- | -- | -- | --- | -- |
| 1  | 日テレ・ベレーザ                       | 8  | 6  | 2  | 0  | 29 | 1  | +28 | 20 |
| 2  | ジェフユナイテッド市原・千葉レディース | 8  | 5  | 0  | 3  | 10 | 8  | +2  | 15 |
| 3  | INAC神戸レオネッサ                     | 8  | 4  | 2  | 2  | 16 | 4  | +12 | 14 |
| 4  | 伊賀フットボールクラブくノ一           | 8  | 2  | 0  | 6  | 6  | 15 | −9  | 6  |
| 5  | コノミヤ・スペランツァ大阪高槻         | 8  | 1  | 0  | 7  | 5  | 38 | −33 | 3  |

| 第1節 2016年6月4日 | 日テレ・ベレーザ                                                                             | 7 - 0          | コノミヤ・スペランツァ大阪高槻 | 多摩市立陸上競技場           |  |
| 13:00              | 田中美南 32分, 55分 (PK), 62分 · 39分 (OG) · 三浦成美 81分 · 上辻佑実 88分 · 植木理子 90+2分 | 公式記録 (PDF) |                                | 観客数: 582人 主審: 松下朝香 |  |

| 第1節 2016年6月4日 | INAC神戸レオネッサ | 0 - 1          | 伊賀フットボールクラブくノ一 | ノエビアスタジアム神戸         |  |
| 13:04              |                    | 公式記録 (PDF) | 下條彩 5分                   | 観客数: 2,937人 主審: 宮崎真理 |  |

| 第2節 2016年6月12日 | 伊賀フットボールクラブくノ一 | 0 - 1          | ジェフユナイテッド市原・千葉レディース | 甲賀市陸上競技場               |  |
| 13:00               |                              | 公式記録 (PDF) | 深澤里沙 46分                          | 観客数: 772人 主審: 松尾久美子 |  |

| 第2節 2016年6月11日 | コノミヤ・スペランツァ大阪高槻 | 0 - 6          | INAC神戸レオネッサ                                                                      | 高槻市立総合スポーツセンター陸上競技場 |  |
| 13:00               |                                | 公式記録 (PDF) | 杉田妃和 45+2分 · チョ・ソヒョン 51分, 71分 · 髙瀬愛実 55分 · 大野忍 59分 · 京川舞 75分 | 観客数: 629人 主審: 井脇真理子         |  |

| 第3節 2016年6月19日 | ジェフユナイテッド市原・千葉レディース | 0 - 1          | INAC神戸レオネッサ | フクダ電子アリーナ             |  |
| 13:00               |                                        | 公式記録 (PDF) | 近賀ゆかり 39分    | 観客数: 1,845人 主審: 松下朝香 |  |

| 第3節 2016年6月19日 | 伊賀フットボールクラブくノ一 | 0 - 5          | 日テレ・ベレーザ                                                        | 上野運動公園競技場           |  |
| 13:00               |                              | 公式記録 (PDF) | 籾木結花 5分, 87分 · 長谷川唯 12分 · 岩清水梓 73分 · 植木理子 90分 (PK) | 観客数: 492人 主審: 坊薗真琴 |  |

| 第4節 2016年6月25日 | 日テレ・ベレーザ                                      | 4 - 0          | ジェフユナイテッド市原・千葉レディース | 味の素フィールド西が丘           |  |
| 16:00               | 田中美南 52分 · 阪口夢穂 76分, 90+3分 · 植木理子 86分 | 公式記録 (PDF) |                                        | 観客数: 1,249人 主審: 朝倉みな子 |  |

| 第4節 2016年6月26日 | コノミヤ・スペランツァ大阪高槻    | 3 - 1          | 伊賀フットボールクラブくノ一 | 高槻市立総合スポーツセンター陸上競技場 |  |
| 13:00               | 成宮唯 67分, 69分 · 巴月優希 84分 | 公式記録 (PDF) | 杉田亜未 51分                | 観客数: 486人 主審: 今泉奈美           |  |

| 第5節 2016年7月2日 | ジェフユナイテッド市原・千葉レディース | 2 - 0          | コノミヤ・スペランツァ大阪高槻 | フロンティアサッカーフィールド |  |
| 17:00              | 菅澤優衣香 15分 · 深澤里沙 80分        | 公式記録 (PDF) |                                | 観客数: 418人 主審: 高橋美里   |  |

| 第5節 2016年7月3日 | INAC神戸レオネッサ | 1 - 1          | 日テレ・ベレーザ | 神戸総合運動公園ユニバー記念競技場 |  |
| 17:00              | 田中明日菜 61分    | 公式記録 (PDF) | 植木理子 82分    | 観客数: 2,119人 主審: 松尾久美子   |  |

| 第6節 2016年7月9日 | 伊賀フットボールクラブくノ一 | 0 - 2          | INAC神戸レオネッサ            | 三重交通G スポーツの杜 鈴鹿    |  |
| 16:00              |                              | 公式記録 (PDF) | 道上彩花 43分 · 髙瀬愛実 76分 | 観客数: 626人 主審: 佐々木里紗 |  |

| 第6節 2016年7月10日 | コノミヤ・スペランツァ大阪高槻 | 0 - 8          | 日テレ・ベレーザ | 高槻市立総合スポーツセンター陸上競技場 |  |
| 16:00               |                                | 公式記録 (PDF) | 隅田凜 11分, 19分 · 有吉佐織 36分 · 岩清水梓 58分 · 上辻佑実 67分 · 三浦成美 86分 · 籾木結花 90+1分 · 長谷川唯 90+2分 | 観客数: 555人 主審: 山下良美           |  |

| 第7節 2016年7月18日 | ジェフユナイテッド市原・千葉レディース | 2 - 0          | 伊賀フットボールクラブくノ一 | フロンティアサッカーフィールド |  |
| 17:00               | 深澤里沙 40分 · 瀬戸口梢 82分          | 公式記録 (PDF) |                              | 観客数: 593人 主審: 山下良美   |  |

| 第7節 2016年7月18日 | INAC神戸レオネッサ                                               | 6 - 1          | コノミヤ・スペランツァ大阪高槻 | 高知県立春野総合運動公園陸上競技場 |  |
| 17:02               | 道上彩花 5分, 45分, 51分 · 髙瀬愛実 64分, 86分 · 野口彩佳 90+1分 | 公式記録 (PDF) | 巴月優希 71分                  | 観客数: 2,099人 主審: 梶山芙紗子   |  |

| 第8節 2016年7月24日 | 日テレ・ベレーザ              | 2 - 0          | 伊賀フットボールクラブくノ一 | Shonan BMW スタジアム平塚      |  |
| 16:00               | 籾木結花 21分 · 植木理子 77分 | 公式記録 (PDF) |                              | 観客数: 409人 主審: 井脇真理子 |  |

| 第8節 2016年7月24日 | INAC神戸レオネッサ | 0 - 1          | ジェフユナイテッド市原・千葉レディース | ノエビアスタジアム神戸         |  |
| 17:02               |                    | 公式記録 (PDF) | 深澤里沙 48分                          | 観客数: 2,130人 主審: 宮崎真理 |  |

| 第9節 2016年7月30日 | ジェフユナイテッド市原・千葉レディース | 0 - 2          | 日テレ・ベレーザ                 | フクダ電子アリーナ             |  |
| 18:00               |                                        | 公式記録 (PDF) | 阪口夢穂 41分 · 隅田凜 55分 (PK) | 観客数: 1,327人 主審: 松下朝香 |  |

| 第9節 2016年7月31日 | 伊賀フットボールクラブくノ一              | 4 - 0          | コノミヤ・スペランツァ大阪高槻 | 三重交通G スポーツの杜 鈴鹿  |  |
| 16:00               | 小川志保 32分 · 杉田亜未 62分, 69分, 87分 | 公式記録 (PDF) |                                | 観客数: 407人 主審: 坊薗真琴 |  |

| 第10節 2016年8月6日 | 日テレ・ベレーザ | 0 - 0          | INAC神戸レオネッサ | 江東区夢の島陸上競技場         |  |
| 16:02               |                  | 公式記録 (PDF) |                    | 観客数: 1,114人 主審: 今泉奈美 |  |

| 第10節 2016年8月7日 | コノミヤ・スペランツァ大阪高槻 | 1 - 4          | ジェフユナイテッド市原・千葉レディース                      | 高槻市萩谷総合公園サッカー場   |  |
| 15:00               | 塩谷真里 68分                  | 公式記録 (PDF) | 菅澤優衣香 46分 · 深澤里沙 48分 · 小澤寛 57分 · 90+1分 (OG) | 観客数: 263人 主審: 松尾久美子 |  |

##### Bグループ
| 順 | チーム                             | 試 | 勝 | 分 | 敗 | 得 | 失 | 差  | 点 |
| -- | ---------------------------------- | -- | -- | -- | -- | -- | -- | --- | -- |
| 1  | ベガルタ仙台レディース             | 8  | 5  | 2  | 1  | 11 | 4  | +7  | 17 |
| 2  | 浦和レッドダイヤモンズ・レディース | 8  | 3  | 4  | 1  | 14 | 10 | +4  | 13 |
| 3  | AC長野パルセイロ・レディース       | 8  | 4  | 1  | 3  | 17 | 15 | +2  | 13 |
| 4  | アルビレックス新潟レディース       | 8  | 3  | 1  | 4  | 10 | 10 | 0   | 10 |
| 5  | 岡山湯郷Belle                      | 7  | 0  | 2  | 5  | 4  | 17 | −13 | 2  |

| 第1節 2016年6月4日 | ベガルタ仙台レディース | 2 - 1          | AC長野パルセイロ・レディース | ひとめぼれスタジアム宮城       |  |
| 13:00              | 坂井優紀 49分, 53分    | 公式記録 (PDF) | 泊志穂 11分                  | 観客数: 849人 主審: 佐々木里紗 |  |

| 第1節 2016年6月4日 | アルビレックス新潟レディース      | 2 - 0          | 岡山湯郷Belle | 十日町市当間多目的グラウンド クロアチアピッチ |  |
| 13:00              | 中村楓 55分 · 上尾野辺めぐみ 66分 | 公式記録 (PDF) |               | 観客数: 664人 主審: 今泉奈美                  |  |

| 第2節 2016年6月11日 | AC長野パルセイロ・レディース | 3 - 1          | アルビレックス新潟レディース | 南長野運動公園総合球技場       |  |
| 13:00               | 横山久美 44分, 68分, 89分    | 公式記録 (PDF) | 阪口萌乃 45分                | 観客数: 2,411人 主審: 山下良美 |  |

| 第2節 2016年6月12日 | 浦和レッドダイヤモンズ・レディース                            | 4 - 0          | 岡山湯郷Belle | 浦和駒場スタジアム               |  |
| 13:02               | 加藤千佳 20分 · 北川ひかる 23分 · 柴田華絵 63分 · 遠藤優 87分 | 公式記録 (PDF) |               | 観客数: 1,513人 主審: 佐々木里紗 |  |

| 第3節 2016年6月19日 | 浦和レッドダイヤモンズ・レディース | 2 - 1          | アルビレックス新潟レディース | 浦和駒場スタジアム               |  |
| 13:01               | 筏井りさ 9分 · 加藤千佳 50分       | 公式記録 (PDF) | 阪口萌乃 5分                 | 観客数: 1,449人 主審: 梶山芙紗子 |  |

| 第3節 2016年6月19日 | 岡山湯郷Belle | 1 - 1          | ベガルタ仙台レディース | 岡山県美作ラグビー・サッカー場 |  |
| 13:00               | 岸野早奈 61分 | 公式記録 (PDF) | 小野瞳 65分            | 観客数: 755人 主審: 徳永光恵   |  |

| 第4節 2016年6月25日 | AC長野パルセイロ・レディース  | 2 - 0          | 岡山湯郷Belle | 南長野運動公園総合球技場         |  |
| 13:00               | 泊志穂 30分 · 横山久美 45+1分 | 公式記録 (PDF) |               | 観客数: 2,721人 主審: 松尾久美子 |  |

| 第4節 2016年6月26日 | ベガルタ仙台レディース          | 2 - 0          | 浦和レッドダイヤモンズ・レディース | ユアテックスタジアム仙台       |  |
| 13:00               | 中野真奈美 14分 · 嘉数飛鳥 54分 | 公式記録 (PDF) |                                    | 観客数: 1,729人 主審: 宮崎真理 |  |

| 第5節 2016年7月3日 | アルビレックス新潟レディース | 0 - 1          | ベガルタ仙台レディース | 新潟市陸上競技場             |  |
| 17:00              |                              | 公式記録 (PDF) | 井上綾香 75分          | 観客数: 683人 主審: 吉澤久恵 |  |

| 第5節 2016年7月3日 | AC長野パルセイロ・レディース | 3 - 4          | 浦和レッドダイヤモンズ・レディース                | 南長野運動公園総合球技場         |  |
| 17:00              | 横山久美 38分, 65分, 90分    | 公式記録 (PDF) | 長野風花 29分 · 後藤三知 52分 · 白木星 62分, 85分 | 観客数: 2,475人 主審: 朝倉みな子 |  |

| 第6節 2016年7月9日 | AC長野パルセイロ・レディース  | 2 - 1          | ベガルタ仙台レディース | 南長野運動公園総合球技場         |  |
| 16:00              | 國澤志乃 40分 · 横山久美 85分 | 公式記録 (PDF) | 川村優理 38分          | 観客数: 2,107人 主審: 梶山芙紗子 |  |

| 第6節 2016年7月10日 | 岡山湯郷Belle | 0 - 2          | アルビレックス新潟レディース | 岡山県美作ラグビー・サッカー場 |  |
| 15:30               |               | 公式記録 (PDF) | 上尾野辺めぐみ 51分, 85分    | 観客数: 812人 主審: 井脇真理子 |  |

| 第7節 2016年7月16日 | 岡山湯郷Belle | 1 - 1          | 浦和レッドダイヤモンズ・レディース | 岡山県美作ラグビー・サッカー場 |  |
| 15:00               | 作間琴莉 77分 | 公式記録 (PDF) | 後藤三知 65分                      | 観客数: 911人 主審: 今泉奈美   |  |

| 第7節 2016年7月18日 | アルビレックス新潟レディース                  | 3 - 1          | AC長野パルセイロ・レディース | 新発田市五十公野公園陸上競技場 |  |
| 17:00               | 佐伯彩 10分 · 大石沙弥香 37分 · 左山桃子 82分 | 公式記録 (PDF) | 濵垣香菜 49分                | 観客数: 896人 主審: 松下朝香   |  |

| 第8節 2016年7月24日 | ベガルタ仙台レディース          | 2 - 0          | 岡山湯郷Belle | 仙台市陸上競技場               |  |
| 15:01               | 髙良亮子 20分 · 中野真奈美 84分 | 公式記録 (PDF) |               | 観客数: 1,187人 主審: 坊薗真琴 |  |

| 第8節 2016年7月24日 | アルビレックス新潟レディース | 1 - 1          | 浦和レッドダイヤモンズ・レディース | 新発田市五十公野公園陸上競技場 |  |
| 17:00               | 上尾野辺めぐみ 29分          | 公式記録 (PDF) | 北川ひかる 74分                    | 観客数: 937人 主審: 佐々木里紗 |  |

| 第9節 2016年7月30日 | 岡山湯郷Belle                   | 2 - 3          | AC長野パルセイロ・レディース                | 岡山県美作ラグビー・サッカー場   |  |
| 15:00               | 髙橋千帆 83分 · 作間琴莉 90+1分 | 公式記録 (PDF) | 泊志穂 22分 · 牧井毬音 34分 · 國澤志乃 39分 | 観客数: 1,013人 主審: 佐々木里紗 |  |

| 第9節 2016年7月31日 | 浦和レッドダイヤモンズ・レディース | 0 - 0          | ベガルタ仙台レディース | 浦和駒場スタジアム               |  |
| 17:01               |                                    | 公式記録 (PDF) |                        | 観客数: 1,434人 主審: 井脇真理子 |  |

| 第10節 2016年8月7日 | ベガルタ仙台レディース        | 2 - 0          | アルビレックス新潟レディース | ひとめぼれスタジアム宮城     |  |
| 17:00               | 浜田遥 40分 · 安本紗和子 88分 | 公式記録 (PDF) |                              | 観客数: 811人 主審: 高橋美里 |  |

| 第10節 2016年8月7日 | 浦和レッドダイヤモンズ・レディース | 2 - 2          | AC長野パルセイロ・レディース | 鴻巣市立陸上競技場             |  |
| 17:01               | 後藤三知 28分 · 白木星 34分        | 公式記録 (PDF) | 泊志穂 15分 · 横山久美 62分  | 観客数: 1,174人 主審: 宮崎真理 |  |

#### 決勝トーナメント
|  | 準決勝                 | 準決勝               |                 |  | 決勝 | 決勝 |
|  |                        |                      |                 |  |      |      |
|  | 8月27日 柏の葉         |                      |                 |  |      |      |
|  | 日テレ・ベレーザ       | 4                    |                 |  |      |      |
|  | 浦和レッズ・レディース | 0                    |                 |  |      |      |
|  |                        |                      | 9月3日 味フィ西 |  |      |      |
|  | 日テレ・ベレーザ       | 4                    |                 |  |      |      |
|  |                        | ジェフ千葉レディース | 0               |  |      |      |
|  | 8月27日 三木陸上       |                      |                 |  |      |      |
|  | ベガルタ仙台レディース | 0                    |                 |  |      |      |
|  | ジェフ千葉レディース   | 1                    |                 |  |      |      |

##### 準決勝
| 2016年8月27日 19:00 |

| 日テレ・ベレーザ                                    | 4 - 0          | 浦和レッドダイヤモンズ・レディース |
| 田中美南 10分 · 籾木結花 53分, 83分 · 長谷川唯 58分 | 公式記録 (PDF) |                                    |

| 千葉県立柏の葉公園総合競技場 観客数: 1,557人 主審: 松下朝香 |

| 2016年8月27日 19:00 |

| ベガルタ仙台レディース | 0 - 1          | ジェフユナイテッド市原・千葉レディース |
|                        | 公式記録 (PDF) | 菅澤優衣香 3分                         |

| 兵庫県立三木総合防災公園陸上競技場 観客数: 533人 主審: 佐々木里紗 |

##### 決勝
| 2016年9月3日 19:30 |

| 日テレ・ベレーザ                                    | 4 - 0          | ジェフユナイテッド市原・千葉レディース |
| 籾木結花 55分, 90+1分 · 田中美南 59分 · 隅田凜 64分 | 公式記録 (PDF) |                                        |

| 味の素フィールド西が丘 観客数: 2,130人 主審: 井脇真理子 |

### なでしこリーグカップ2部

#### グループリーグ

##### Aグループ
| 順 | チーム                   | 試 | 勝 | 分 | 敗 | 得 | 失 | 差  | 点 |
| -- | ------------------------ | -- | -- | -- | -- | -- | -- | --- | -- |
| 1  | ノジマステラ神奈川相模原 | 8  | 7  | 1  | 0  | 22 | 6  | +16 | 22 |
| 2  | 日体大 FIELDS 横浜       | 8  | 4  | 1  | 3  | 16 | 13 | +3  | 13 |
| 3  | ちふれASエルフェン埼玉   | 8  | 3  | 3  | 2  | 12 | 12 | 0   | 12 |
| 4  | ニッパツ横浜FCシーガルズ | 8  | 3  | 1  | 4  | 14 | 15 | −1  | 10 |
| 5  | スフィーダ世田谷FC       | 8  | 0  | 0  | 8  | 5  | 23 | −18 | 0  |

| 第1節 2016年6月12日 | ちふれASエルフェン埼玉               | 3 - 2          | ニッパツ横浜FCシーガルズ      | 鴻巣市立陸上競技場           |  |
| 13:00               | 鈴木薫子 8分 · 荒川恵理子 65分, 82分 | 公式記録 (PDF) | 藤掛まゆ 20分 · 山本絵美 44分 | 観客数: 267人 主審: 桐原純子 |  |

| 第1節 2016年6月12日 | ノジマステラ神奈川相模原        | 2 - 1          | スフィーダ世田谷FC | 相模原ギオンスタジアム         |  |
| 13:00               | 吉見夏稀 53分 · 平野優花 90+2分 | 公式記録 (PDF) | 花桐なおみ 25分    | 観客数: 971人 主審: 伊藤実奈子 |  |

| 第2節 2016年6月18日 | 日体大 FIELDS 横浜                              | 3 - 0          | スフィーダ世田谷FC | ニッパツ三ツ沢球技場         |  |
| 12:00               | 植村祥子 12分 · 平田ひかり 30分 · 嶋田千秋 45分 | 公式記録 (PDF) |                    | 観客数: 310人 主審: 安浪陽子 |  |

| 第2節 2016年6月18日 | ニッパツ横浜FCシーガルズ | 0 - 2          | ノジマステラ神奈川相模原        | ニッパツ三ツ沢球技場         |  |
| 15:00               |                          | 公式記録 (PDF) | 正野可菜子 21分 · 田中陽子 33分 | 観客数: 754人 主審: 的崎睦子 |  |

| 第3節 2016年6月25日 | 日体大 FIELDS 横浜 | 1 - 5          | ノジマステラ神奈川相模原                                              | ニッパツ三ツ沢球技場         |  |
| 15:00               | 嶋田千秋 6分       | 公式記録 (PDF) | 寺田玲子 24分 · 河原﨑希 49分 · 南野亜里沙 78分, 81分 · 田中陽子 88分 | 観客数: 440人 主審: 近藤恭子 |  |

| 第3節 2016年6月26日 | スフィーダ世田谷FC | 1 - 4          | ちふれASエルフェン埼玉                              | 味の素スタジアム西競技場     |  |
| 13:30               | 長澤優芽 15分      | 公式記録 (PDF) | 薊理絵 11分, 52分 · 伊藤香菜子 36分 · 高橋彩織 79分 | 観客数: 389人 主審: 柳村彩乃 |  |

| 第4節 2016年7月2日 | ニッパツ横浜FCシーガルズ          | 3 - 1          | スフィーダ世田谷FC | ニッパツ三ツ沢球技場         |  |
| 14:00              | 藤掛まゆ 39分, 59分 · 佐藤渚 86分 | 公式記録 (PDF) | 田中麻里菜 68分    | 観客数: 478人 主審: 近藤恭子 |  |

| 第4節 2016年7月2日 | ちふれASエルフェン埼玉 | 1 - 1          | 日体大 FIELDS 横浜 | 埼玉スタジアム2002 第2グラウンド |  |
| 16:01              | 薊理絵 38分            | 公式記録 (PDF) | 児野楓香 70分      | 観客数: 220人 主審: 小野田伊佐子 |  |

| 第5節 2016年7月9日 | 日体大 FIELDS 横浜              | 2 - 3          | ニッパツ横浜FCシーガルズ                | ニッパツ三ツ沢球技場         |  |
| 15:00              | 嶋田千秋 45+1分 · 後藤亜弥 77分 | 公式記録 (PDF) | 加賀孝子 39分, 45+2分 · 山本絵美 90+2分 | 観客数: 250人 主審: 坊薗真琴 |  |

| 第5節 2016年7月9日 | ノジマステラ神奈川相模原                                | 3 - 0          | ちふれASエルフェン埼玉 | 相模原ギオンスタジアム         |  |
| 15:00              | 田中陽子 32分 · 尾山沙希 52分 · ミッシェル・パオ 90+2分 | 公式記録 (PDF) |                        | 観客数: 644人 主審: 藤田美智子 |  |

| 第6節 2016年7月16日 | ニッパツ横浜FCシーガルズ | 1 - 1          | ちふれASエルフェン埼玉 | ニッパツ三ツ沢球技場           |  |
| 12:00               | 加賀孝子 58分            | 公式記録 (PDF) | 奈良美沙季 4分         | 観客数: 554人 主審: 萩尾麻衣子 |  |

| 第6節 2016年7月17日 | スフィーダ世田谷FC | 0 - 4          | ノジマステラ神奈川相模原                                | 味の素フィールド西が丘         |  |
| 11:00               |                    | 公式記録 (PDF) | 権野貴子 71分 · 石田みなみ 74分, 89分 · 河原﨑希 90+2分 | 観客数: 686人 主審: 松尾久美子 |  |

| 第7節 2016年7月23日 | ノジマステラ神奈川相模原        | 2 - 1          | ニッパツ横浜FCシーガルズ | 相模原ギオンスタジアム       |  |
| 15:00               | 田中陽子 59分 · 石田みなみ 80分 | 公式記録 (PDF) | 大島瑞稀 40分            | 観客数: 874人 主審: 兼松春奈 |  |

| 第7節 2016年7月24日 | スフィーダ世田谷FC | 0 - 2          | 日体大 FIELDS 横浜  | 味の素フィールド西が丘         |  |
| 11:00               |                    | 公式記録 (PDF) | 嶋田千秋 30分, 82分 | 観客数: 453人 主審: 梶山芙紗子 |  |

| 第8節 2016年7月30日 | ちふれASエルフェン埼玉        | 2 - 1          | スフィーダ世田谷FC | 川越運動公園陸上競技場         |  |
| 15:00               | 薊理絵 40分 · 伊藤香菜子 68分 | 公式記録 (PDF) | 福原菜緒 25分      | 観客数: 370人 主審: 伊藤実奈子 |  |

| 第8節 2016年7月30日 | ノジマステラ神奈川相模原                        | 3 - 2          | 日体大 FIELDS 横浜              | 相模原ギオンスタジアム       |  |
| 15:00               | ミッシェル・パオ 7分, 61分 · 田中陽子 72分 (PK) | 公式記録 (PDF) | 平田ひかり 21分 · 江﨑杏那 79分 | 観客数: 744人 主審: 安浪陽子 |  |

| 第9節 2016年8月6日 | 日体大 FIELDS 横浜                 | 2 - 0          | ちふれASエルフェン埼玉 | ニッパツ三ツ沢球技場         |  |
| 15:00              | 植村祥子 17分 (PK) · 嶋田千秋 36分 | 公式記録 (PDF) |                        | 観客数: 250人 主審: 草処和江 |  |

| 第9節 2016年8月7日 | スフィーダ世田谷FC | 1 - 3          | ニッパツ横浜FCシーガルズ                    | 味の素フィールド西が丘         |  |
| 11:00              | 中村ゆしか 2分     | 公式記録 (PDF) | 佐藤渚 35分 · 加賀孝子 58分 · 藤掛まゆ 70分 | 観客数: 293人 主審: 三浦なみか |  |

| 第10節 2016年8月14日 | ニッパツ横浜FCシーガルズ | 1 - 3          | 日体大 FIELDS 横浜                   | ニッパツ三ツ沢球技場           |  |
| 15:00                | 田中唯 27分              | 公式記録 (PDF) | 植村祥子 1分, 89分 · 平田ひかり 71分 | 観客数: 463人 主審: 伊藤実奈子 |  |

| 第10節 2016年8月14日 | ちふれASエルフェン埼玉 | 1 - 1          | ノジマステラ神奈川相模原 | 鴻巣市立陸上競技場           |  |
| 16:00                | 荒川恵理子 26分        | 公式記録 (PDF) | 南野亜里沙 88分          | 観客数: 767人 主審: 吉澤久惠 |  |

##### Bグループ
| 順 | チーム                   | 試 | 勝 | 分 | 敗 | 得 | 失 | 差  | 点 |
| -- | ------------------------ | -- | -- | -- | -- | -- | -- | --- | -- |
| 1  | セレッソ大阪堺レディース | 8  | 6  | 0  | 2  | 22 | 9  | +13 | 18 |
| 2  | ASハリマ アルビオン      | 8  | 5  | 1  | 2  | 11 | 6  | +5  | 16 |
| 3  | 愛媛FCレディース         | 8  | 4  | 3  | 1  | 17 | 9  | +8  | 15 |
| 4  | アンジュヴィオレ広島     | 8  | 0  | 3  | 5  | 4  | 13 | −9  | 3  |
| 5  | FC吉備国際大学Charme     | 8  | 0  | 3  | 5  | 6  | 23 | −17 | 3  |

| 第1節 2016年6月11日 | セレッソ大阪堺レディース | 1 - 0          | アンジュヴィオレ広島 | J-GREEN堺S1メインフィールド    |  |
| 15:00               | 西田明華 45+4分          | 公式記録 (PDF) |                      | 観客数: 324人 主審: 萩尾麻衣子 |  |

| 第1節 2016年6月12日 | 愛媛FCレディース                                            | 4 - 0          | FC吉備国際大学Charme | 愛媛県総合運動公園球技場     |  |
| 15:00               | 鎌田蘭 26分 · 榎谷岬 52分 · 西川早弓 86分 · 村松真冬 90+1分 | 公式記録 (PDF) |                      | 観客数: 295人 主審: 近藤恭子 |  |

| 第2節 2016年6月19日 | ASハリマ アルビオン | 1 - 0          | FC吉備国際大学Charme | ウインク陸上競技場               |  |
| 13:00               | 千葉園子 25分       | 公式記録 (PDF) |                      | 観客数: 332人 主審: 小野田伊佐子 |  |

| 第2節 2016年6月19日 | セレッソ大阪堺レディース    | 3 - 2          | 愛媛FCレディース                  | 南津守さくら公園スポーツ広場   |  |
| 15:00               | 玉櫻ことの 20分, 68分, 84分 | 公式記録 (PDF) | 山城見友希 16分 · 桜井由衣香 45分 | 観客数: 186人 主審: 佐々木里紗 |  |

| 第3節 2016年6月25日 | FC吉備国際大学Charme | 1 - 1          | アンジュヴィオレ広島 | 岡山県笠岡陸上競技場           |  |
| 15:00               | 濱本まりん 89分      | 公式記録 (PDF) | 倉本あや 40分        | 観客数: 319人 主審: 三浦なみか |  |

| 第3節 2016年6月26日 | ASハリマ アルビオン | 0 - 0          | 愛媛FCレディース | ウインク陸上競技場           |  |
| 13:00               |                     | 公式記録 (PDF) |                  | 観客数: 738人 主審: 助廣那由 |  |

| 第4節 2016年7月2日 | セレッソ大阪堺レディース                    | 3 - 2          | FC吉備国際大学Charme                    | 南津守さくら公園スポーツ広場                       |  |
| 18:00              | 西田明華 30分 · 40分 (OG) · 玉櫻ことの 87分 | 公式記録 (PDF) | 濱本まりん 73分 · シャナ・ハドソン 90分 | 観客数: 230人 主審: 横田碧（84分に交代）、鷲尾里梨 |  |

| 第4節 2016年7月3日 | アンジュヴィオレ広島 | 0 - 3          | ASハリマ アルビオン                         | 広島県立びんご運動公園陸上競技場 |  |
| 13:00              |                      | 公式記録 (PDF) | 藤澤真凛 49分 · 杉山貴子 68分 · 桑原茜 90分 | 観客数: 588人 主審: 安浪陽子     |  |

| 第5節 2016年7月10日 | ASハリマ アルビオン | 0 - 2          | セレッソ大阪堺レディース | ウインク陸上競技場           |  |
| 11:00               |                     | 公式記録 (PDF) | 松原志歩 82分, 89分      | 観客数: 764人 主審: 松下朝香 |  |

| 第5節 2016年7月10日 | 愛媛FCレディース                | 3 - 1          | アンジュヴィオレ広島 | 愛媛県総合運動公園球技場       |  |
| 14:00               | 大矢歩 23分, 36分 · 榎谷岬 83分 | 公式記録 (PDF) | 中島麻衣 49分        | 観客数: 205人 主審: 伊藤実奈子 |  |

| 第6節 2016年7月17日 | FC吉備国際大学Charme | 1 - 1          | 愛媛FCレディース | 岡山県津山陸上競技場         |  |
| 15:00               | 濱本まりん 59分      | 公式記録 (PDF) | 榎谷岬 20分      | 観客数: 269人 主審: 緒方実央 |  |

| 第6節 2016年7月18日 | アンジュヴィオレ広島 | 0 - 2          | セレッソ大阪堺レディース      | Coca-Cola West 広島スタジアム |  |
| 15:00               |                      | 公式記録 (PDF) | 松原志歩 49分 · 西田明華 55分 | 観客数: 368人 主審: 桐原純子  |  |

| 第7節 2016年7月24日 | 愛媛FCレディース                                  | 3 - 1          | セレッソ大阪堺レディース | 愛媛県総合運動公園球技場     |  |
| 11:00               | 高橋杏奈 16分 · 阿久根真奈 45+2分 · 川村明梨 84分 | 公式記録 (PDF) | 宝田沙織 1分             | 観客数: 165人 主審: 高橋美里 |  |

| 第7節 2016年7月24日 | FC吉備国際大学Charme            | 2 - 3          | ASハリマ アルビオン              | 岡山県津山陸上競技場         |  |
| 15:00               | 濱本まりん 14分 · 高塚綾音 62分 | 公式記録 (PDF) | 町田朱里 8分 · 桑原茜 72分, 85分 | 観客数: 261人 主審: 的崎睦子 |  |

| 第8節 2016年7月31日 | 愛媛FCレディース            | 2 - 1          | ASハリマ アルビオン | 愛媛県総合運動公園球技場     |  |
| 15:00               | 上野真実 59分 · 大矢歩 66分 | 公式記録 (PDF) | 桑原茜 56分         | 観客数: 312人 主審: 草処和江 |  |

| 第8節 2016年8月11日 | アンジュヴィオレ広島 | 0 - 0          | FC吉備国際大学Charme | エディオンスタジアム広島     |  |
| 11:00               |                      | 公式記録 (PDF) |                      | 観客数: 293人 主審: 近藤恭子 |  |

| 第9節 2016年8月21日 | FC吉備国際大学Charme | 0 - 10         | セレッソ大阪堺レディース | 岡山県津山陸上競技場           |  |
| 15:00               |                      | 公式記録 (PDF) | 林穂之香 11分, 65分 · 宝田沙織 23分 · 玉櫻ことの 25分 · 野島咲良 27分 · 矢形海優 30分 · 北村菜々美 58分 · 松原志歩 72分 · 勝岡美結 87分 · 高橋知菜 88分 | 観客数: 226人 主審: 藤田美智子 |  |

| 第9節 2016年8月7日 | ASハリマ アルビオン | 1 - 0          | アンジュヴィオレ広島 | 兵庫県立三木総合防災公園陸上競技場 |  |
| 11:00              | 杉山貴子 79分       | 公式記録 (PDF) |                      | 観客数: 365人 主審: 小野田伊佐子   |  |

| 第10節 2016年8月13日 | セレッソ大阪堺レディース | 0 - 2          | ASハリマ アルビオン               | J-GREEN堺S1メインフィールド  |  |
| 18:00                |                          | 公式記録 (PDF) | 矢次亜佳音 35分 · 千葉園子 45+2分 | 観客数: 276人 主審: 兼松春奈 |  |

| 第10節 2016年8月14日 | アンジュヴィオレ広島                   | 2 - 2          | 愛媛FCレディース              | 福山市竹ヶ端運動公園陸上競技場 |  |
| 15:00                | 武田裕季 12分 (PK) · 櫻林亜佐子 45+1分 | 公式記録 (PDF) | 高橋杏奈 69分 · 春山沙織 90分 | 観客数: 512人 主審: 萩尾麻衣子 |  |

#### 決勝トーナメント
|  | 準決勝                  | 準決勝             |                 |  | 決勝 | 決勝 |
|  |                         |                    |                 |  |      |      |
|  | 8月27日 柏の葉          |                    |                 |  |      |      |
|  | ノジマステラ相模原      | 1(3)               |                 |  |      |      |
|  | ASハリマ アルビオン(PK) | 1(5)               |                 |  |      |      |
|  |                         |                    | 9月3日 味フィ西 |  |      |      |
|  | ASハリマ アルビオン     | 2                  |                 |  |      |      |
|  |                         | 日体大 FIELDS 横浜 | 0               |  |      |      |
|  | 8月27日 三木陸上        |                    |                 |  |      |      |
|  | C大阪堺レディース       | 2                  |                 |  |      |      |
|  | 日体大 FIELDS 横浜      | 3                  |                 |  |      |      |

##### 準決勝
| 2016年8月27日 16:00 |

| ノジマステラ神奈川相模原                      | 1 - 1          | ASハリマ アルビオン                    |
| 吉見夏稀 40分                                 | 公式記録 (PDF) | 千葉園子 43分                          |
|                                               | PK戦           |                                        |
| ミッシェル・パオ 和田奈央子 吉見夏稀 田中陽子 | 3 - 5          | 桑原茜 葛馬史奈 小池快 坂崎奏 千葉園子 |

| 千葉県立柏の葉公園総合競技場 観客数: 949人 主審: 的崎睦子 |

| 2016年8月27日 16:00 |

| セレッソ大阪堺レディース      | 2 - 3          | 日体大 FIELDS 横浜                           |
| 野島咲良 28分 · 宝田沙織 61分 | 公式記録 (PDF) | 植村祥子 9分 · 三浦桃 19分 · 平田ひかり 89分 |

| 兵庫県立三木総合防災公園陸上競技場 観客数: 314人 主審: 高橋美里 |

##### 決勝
| 2016年9月3日 16:00 |

| ASハリマ アルビオン           | 2 - 0          | 日体大 FIELDS 横浜 |
| 葛馬史奈 16分 · 千葉園子 28分 | 公式記録 (PDF) |                    |

| 味の素フィールド西が丘 観客数: 1,001人 主審: 朝倉みな子 |